# Cantón de Luxeuil-les-Bains
El cantón de Luxeuil-les-Bains es una división administrativa francesa, situada en el departamento de Alto Saona y la región Franco Condado.

## Geografía
Este cantón está organizado alrededor de Luxeuil-les-Bains en el distrito de Lure. Su altitud varía de 260 m (Luxeuil-les-Bains) a 418 m (Saint-Valbert) con una altitud media de 302 m.

## Composición
El cantón de Luxeuil-les-Bains agrupa 2 comunas:
- Luxeuil-les-Bains
- Saint-Valbert

## Demografía
| 8334 | 9404 | 10 280 | 10 137 | 9000 | 8609 |
| Para los censos de 1962 a 1999 la población legal corresponde a la población sin duplicidades (Fuente: INSEE [Consultar]) |      |        |        |      |      |